# Edward J. Ruppelt
Edward J. Ruppelt (ur. 17 lipca 1923 w Iowa, USA, zm. wrzesień 1960) – oficer wojska amerykańskiego, szef Projektu Uraza oraz Projektu Niebieskiej Księgi. Zmarł nagle na atak serca w wieku 37 lat.

## Kariera
Brał aktywny udział w II wojnie światowej jako załogant bombowca. Jako jeden z pierwszych żołnierzy został przeszkolony w obsłudze radaru. Został odznaczony wieloma medalami. Po wojnie przeszedł do rezerwy, gdzie skończył studia w 1951 na kierunku inżynierii lotniczej. Ponownie powołany w czasie wojny z Koreą Północną. Przeniesiony do dowództwa bazy lotnictwa we Wright-Patterson. Potem był szefem wymienionych powyżej projektów, a po rozwiązaniu ostatniego zaczął pracę dla Northrop Aircraft Company jako inżynier.

## Działalność dot.UFO
Podczas jego szefowania w programach dot. badania UFO przebadał ponad 4500 przypadków oznaczonych jako niewyjaśnione.
Pozwolono mu wydać jego książkę dotyczącą UFO, która ukazała się w 1956 roku (najpierw w Londynie, a dopiero w 1960 w USA), jednak stosownie ją ocenzurowano. Jest to pierwsza książka napisana przez człowieka bezpośrednio związanego z rządowymi, czy wojskowymi programami badania zjawiska UFO.